# Par (golfe)

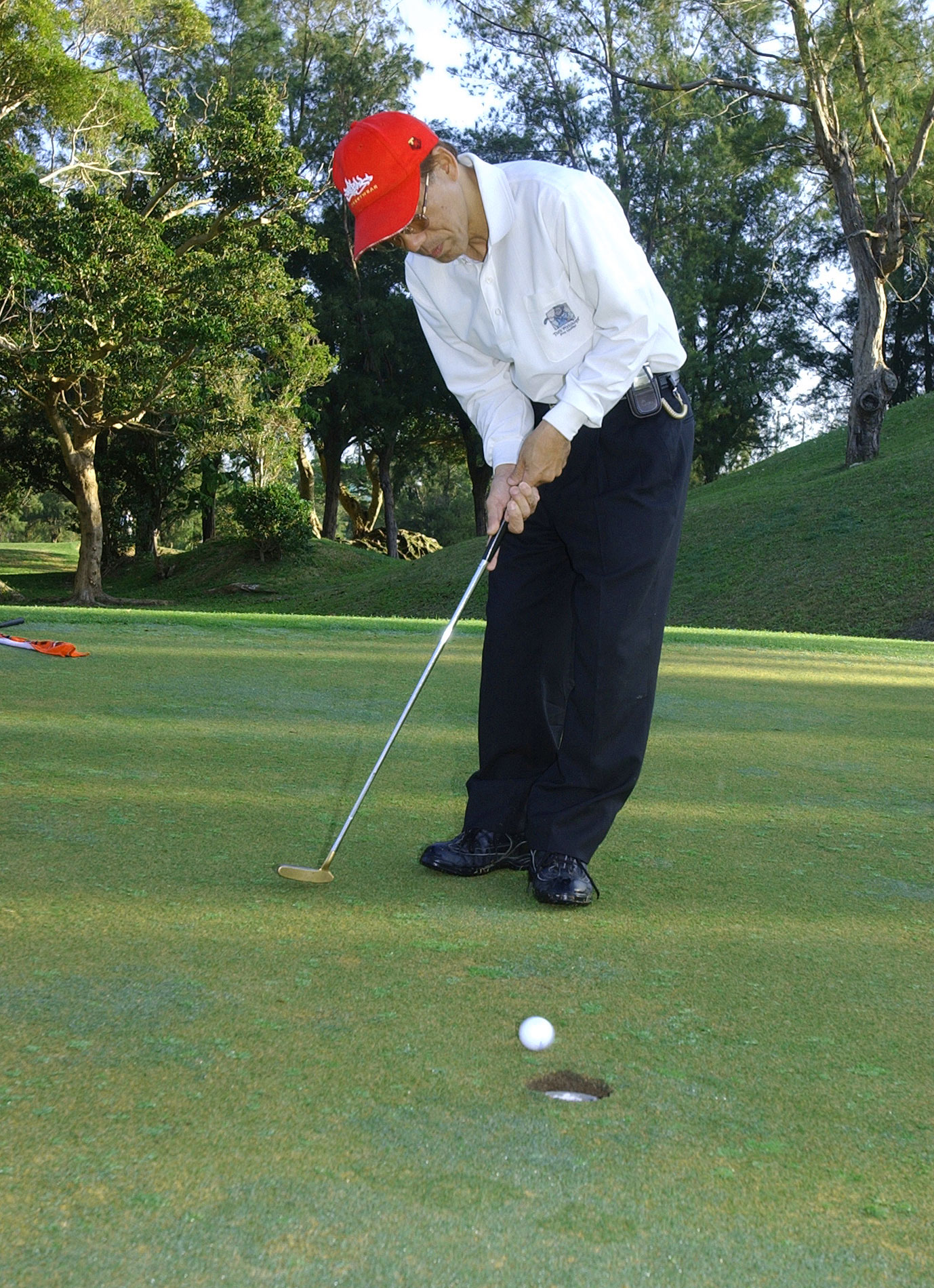
Jogador de golfe

Um par no golfe é a expectativa de número ideal de tacadas que devem ser dadas em um buraco do teeing box (local de saída) até o buraco propriamente dito. Os buracos podem ser de par 3, 4 ou 5 ou mais raramente par 6. Por exemplo: No buraco 18, o número ideal de tacadas é 3 (ou o par é 3). Então, se o golfista completar o percurso do buraco em três tacadas, ele tem zero pontos, ou "fez o par". Se o golfista acertar o buraco em mais tacadas do que o par estabelecido, terá uma pontuação positiva (indesejável no golfe) e se ele acertar em menos tacadas que o par, terá uma pontuação negativa (objetivo).
O par de um buraco é determinado essencialmente pela sua distância (do teeing box até o buraco). As distâncias em um campo de golfe são tipicamente medidas em jardas. Assim um buraco até 250 jardas (230 m) é um par 3, de 251 jardas (230 m) a 470 jardas (430 m) é um par 4 e de 471 jardas (430 m) a 690 jardas (630 m) é um par 5 (Acima de 691 jardas (630 m) é um par 6). Um campo típico tem nove ou dezoito buracos, mas um jogo completo é sempre de dezoito buracos. Da soma do par dos 18 buracos resulta o par do campo, que geralmente gira em torno de 72 (normalmente o par de um campo de golfe cai entre 68-73).